# Балтин, Александр Александрович
Александр Александрович Балтин (2 января 1931, Москва — 19 июля 2009, там же) — русский композитор.

## Биография
Образование получил в Московской консерватории, которую окончил в 1956 году по классу фортепиано и по классу композиции. Его учителями были В. С. Белов (композиция) и Е. И. Месснер (фортепиано). Член Союза композиторов СССР, Заслуженный деятель искусств РСФСР. Проживал в Москве.
Сочинения: опера «Князь Мышкин» (не следует путать с оперой «Идиот» Мечислава Вайнберга), оратория «Спустя столетья» (на слова Микеланджело, 1975); симфония «Про это» (на слова Владимира Маяковского, 1968) для баритона с оркестром, концерты — для фортепиано с оркестром (1959), для скрипки с оркестром (1964), для виолончели с оркестром (1971), для голоса с оркестром (1973), концертино для арфы с оркестром (1954), струнный квартет (1985); трио для фортепиано, скрипки и виолончели (1986), вокальный цикл на стихи Анны Ахматовой (1987) и др.

## Награды
- Орден Дружбы (2002).

## Дополнительно
- Концертино для арфы с оркестром Александра Балтина в исполнении польского симфонического оркестра, 2019.